# Лыков, Максим Васильевич
Максим Васильевич Лыков (род. 21 сентября 1987 года в Балашихе) — российский профессиональный игрок в покер. В 2010 г. Максим Лыков стал Игроком Года по версии EPT[1], Максим — первый россиянин, получивший данное звание. В 2011 году выиграл свой первый браслет WSOP[2]. В покер пришел из киберспорта, в котором добился неплохих успехов, играя в Quake III. Начал играть в покер в 2005 году, когда учился в университете в Москве. До августа 2014 года Максим являлся членом команды Team PokerStars Pro. Выступает в Интернете под именем «$uperdecay».

## Ключевые моменты карьеры
| Турнир                                                               | Дата          | Место | Приз     |
| -------------------------------------------------------------------- | ------------- | ----- | -------- |
| Red Sea Poker Cup (турнир по безлимитному холдему с бай-ином €3 000) | Май 2009      | 1     | $69 797  |
| Главное Событие EPT в Киеве (безлимитный холдем с бай-ином €4 700)   | Август 2009   | 1     | $468 504 |
| PCA, турнир по безлимитному холдему с бай-ином $1 000                | Январь 2010   | 1     | $100 000 |
| Partouche Poker Tour (безлимитный холдем с бай-ином €780)            | Сентябрь 2010 | 1     | $51 120  |
| Турнир хай-роллеров PCA с бай-ином $25 000                           | Январь 2011   | 3     | $369 490 |

## World Series of Poker Bracelets
| Year | Tournament                          | Prize (US$) |
| ---- | ----------------------------------- | ----------- |
| 2011 | Event № 54: $1,000 No-Limit Hold’em | $648,880    |